# 인성여자고등학교
인성여자고등학교(仁聖女子高等學校)는 대한민국 인천광역시 중구 송학동2가에 있는 사립 고등학교이다.

## 학교 연혁
- 1954년 12월 31일 : 재단법인「제일학원」인가, 초대 이사장 이기혁 목사 취임
- 1960년 11월 15일 : 제2대 이사장 이희영 장로 취임
- 1961년 2월 7일 : 인성여자고등학교 설립 인가(6학급)
- 1961년 4월 1일 : 이동욱 교장 취임(초대)
- 1964년 2월 1일 : 제1회 졸업식 거행
- 1964년 4월 23일 : 학교법인「제일학원」으로 조직 변경
- 1968년 2월 29일 : 체육관 개관
- 1989년 4월 1일 : 신축 교사 낙성(교실30, 도서실3, 특별실4)
- 2000년 11월 1일 : 제9대 이사장 손신철 목사 취임
- 2002년 10월 25일 : 다목적관 완공
- 2022년 9월 1일 : 제11대 김환 교장 취임
- 2023년 1월 11일 : 제60회 졸업식(졸업생 195명, 졸업생 총수 17,770명)
- 2023년 3월 2일 : 신입생 199명 입학(8학급)

## 참고 자료
- 인성여자고등학교 - 한국교육학술정보원 학교알리미